# Cervonîi Iar, Konotop
Cervonîi Iar (în ucraineană Червоний Яр) este un sat în comuna Veazove din raionul Konotop, regiunea Sumî, Ucraina.

## Demografie
Componența lingvistică a localității Cervonîi Iar
     Ucraineană (97,44%)
     Rusă (2,56%)
Conform recensământului din 2001, majoritatea populației localității Cervonîi Iar era vorbitoare de ucraineană (97,44%), existând în minoritate și vorbitori de rusă (2,56%).